# Wagner Lopes
Wagner Lopes (født 29. januar 1969) er en japansk fodboldspiller.

## Japans fodboldlandshold
| Japans landshold | Japans landshold | Japans landshold |
| År               | Kmp              | Mål              |
| ---------------- | ---------------- | ---------------- |
| 1997             | 6                | 3                |
| 1998             | 7                | 0                |
| 1999             | 7                | 2                |
| Total            | 20               | 5                |